# Schnaittach
Schnaittach – gmina targowa w Niemczech, w kraju związkowym Bawaria, w rejencji Środkowa Frankonia, w regionie Industrieregion Mittelfranken, w powiecie Norymberga. Leży w Okręgu Metropolitalnym Norymbergi, w Jurze Frankońskiej, około 21 km na północny wschód od Norymbergi i około 6 km na północny wschód od Lauf an der Pegnitz, nad rzeką Schnaittach, przy autostradzie A9 (zjazd 48).

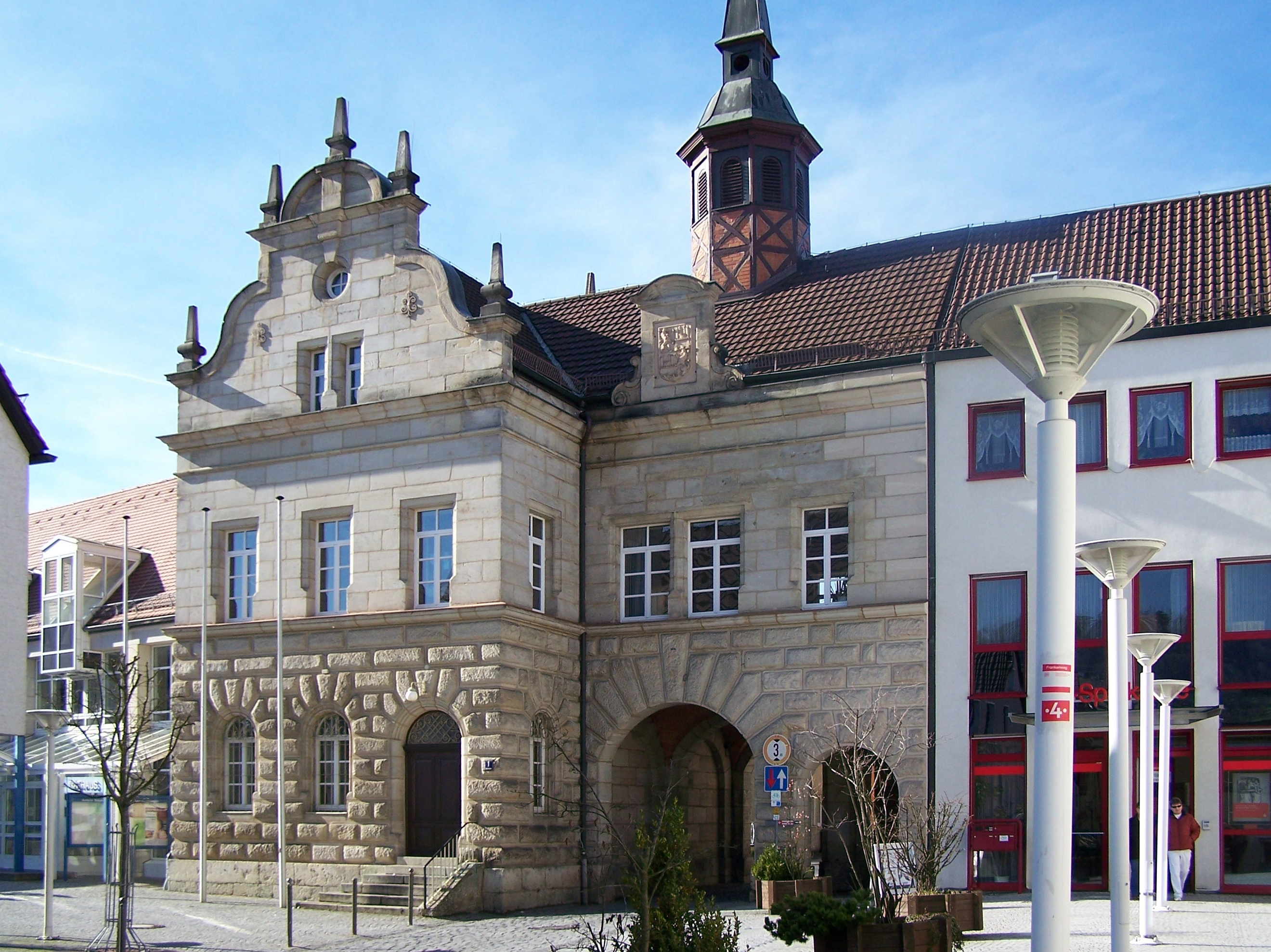
Brama miejska

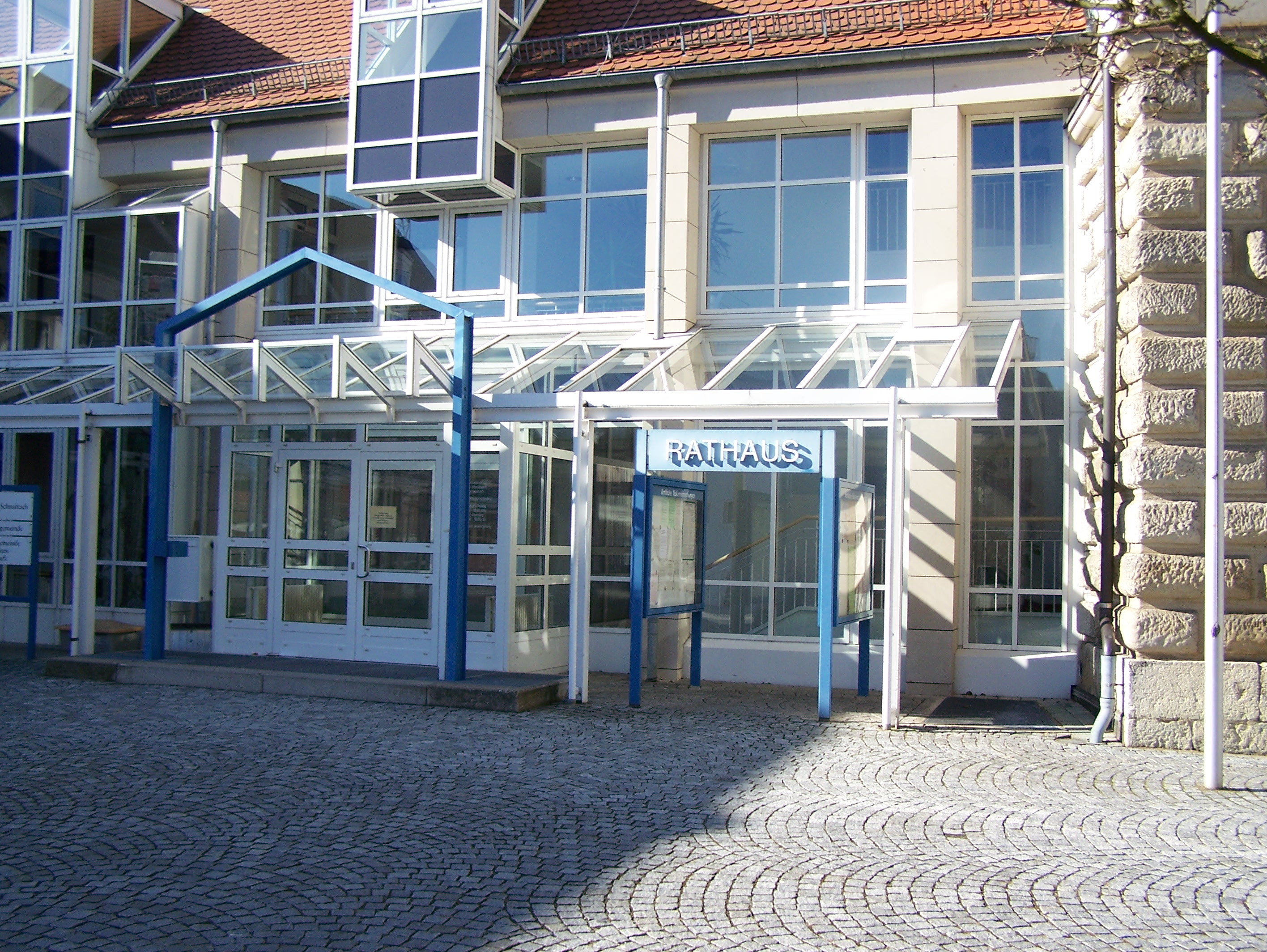
Ratusz

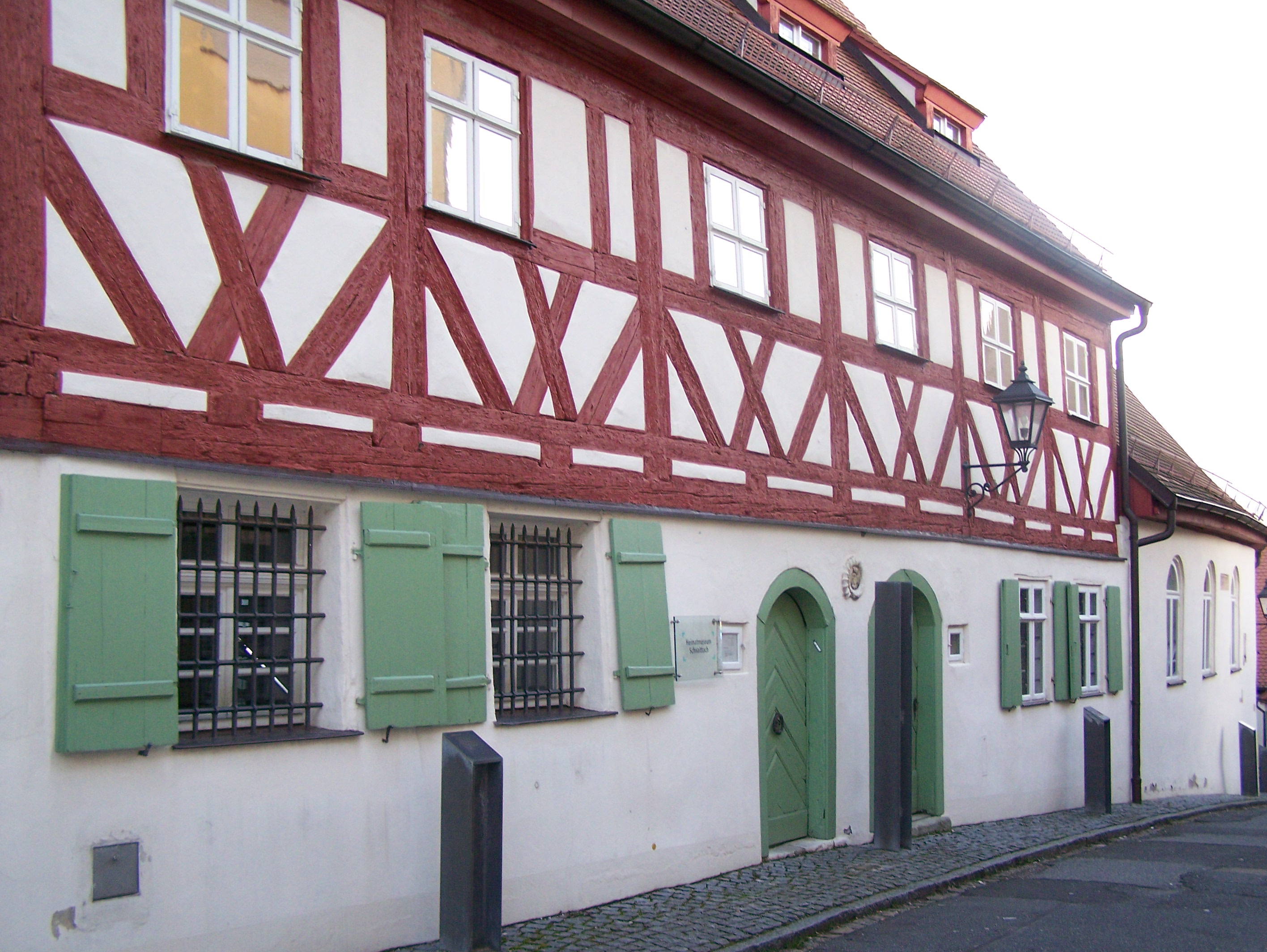
Muzeum Regionalne (Heimatmuseum) i Muzeum Żydowskie (Jüdisches Museum Franken)

1 stycznia 2015 r. przyłączono do gminy 583 m² z gminy Eckental w powiecie Erlangen-Höchstadt.

## Współpraca
Miejscowości partnerskie:
- Frohnleiten, Austria
- Schlettau, Saksonia